# Palais de justice de Saint-Jean de Terre-Neuve
Le palais de justice de Saint-Jean (anglais : St. John's Court House) est le siège de la cour suprême de Terre-Neuve-et-Labrador à Saint-Jean de Terre-Neuve. Le palais de justice a été construit entre 1901 et 1904 selon les plans de l'architecte William H. Greene. Il a été désigné lieu historique national du Canada en 1980 et site patrimonial par la ville de Saint-Jean en 1988.